# 2014 OV393
2014 OV393 est un objet transneptunien du groupe des plutinos.